# Баглай, Ким Михайлович
Ким Михайлович Баглай (4 марта 1929 года, д. Дедково, Бобруйский район, Бобруйская область, БССР) — участник Великой Отечественной войны, разведчик отряда им. Кирова 37-й партизанской бригады им. Пархоменко и разведуправления Генштаба Красной Армии Глусского района.

## Биография
Родился в 1929 году в деревне под городом Бобруйск в семье дорожного мастера Михаила Григорьевича Баглая и Антонины Никитичны. Семья жила на окраине Бобруйска. До войны окончил 3 класса. Во время войны семья входила в городскую подпольную группу, которой руководил Михаил Баглай. Он работал механиком в Киселевичском концлагере, помогал военнопленным бежать, предоставлял жилье и переправлял к партизанам.
12-летний Ким был разведчиком и связным с января 1942 года, был дважды ранен. После провала группы с отцом ушли в отряд им. Кирова 37-й партизанской бригады. В августе 1943 вместе с отцом отозван в Москву. Здесь юному партизану Михаил Калинин вручил боевую награду «За отвагу». Ким был направлен в суворовское училище.
После войны служил младшим сержантом в Бобруйске в Авиагородке.

## Награды
Орден Отечественной войны II степени, медали «За отвагу», «За победу над Германией», «Партизану Отечественной войны» II степени.

## Память
Материалы о Киме Баглае хранятся в Зале славы в Бобруйском краеведческом музее.
Пионерская дружина Кима Михайловича Баглая в школе № 26 г. Бобруйска